# 扉を閉めた女教師
『扉を閉めた女教師』（とびらをしめたおんなきょうし）は、城定秀夫監督の日本映画。

## 概要
城定秀夫の特集上映「梅雨の城定祭り2021 inポレポレ東中野」の作品として2021年6月6日より劇場公開。同年6月10日に舞台挨拶を行った。
女教師と男子生徒が体育倉庫に閉じ込められてしまう監禁劇を描く。
中野での公開が好評だったため、2021年10月3日より順次全国公開。企画時点では『欲しがり奈々ちゃん ひとくち、ちょうだい 』とともにオリジナルビデオ作品の予定であったが、ソフト化は全国公開に伴い延期となった。

## あらすじ
もうすぐ夏休みとなる周囲を山々に囲まれたのどかな男子校。男子生徒グループはエロいと評判のヘンミ先生のアイコラを作り騒ぎ、ジュンペイを些細な理由でゆすりいじめていた。一方ヘンミは体育倉庫で同僚教師のミサワと不貞を繰り返していた。
ある日、ミサワに妻と別れる気がないとわかったヘンミは落ち込み、誰もいない体育倉庫でふて寝をする。一方、暴行から逃げていたジュンペイは体育倉庫側にたどり着き、寝入っていたヘンミを窓から見つける。パンツを覗こうと倉庫に入ったジュンペイだったが、用務員は中に人がいることに気づかず鍵を閉めてしまう。翌日から夏休みに入り、さらには緊急事態宣言が発動。周囲に人が寄り付かなくなった体育倉庫に2人は閉じ込められてしまった。

## 出演
ヘンミショウコ（辺見祥子）
演 ‐ 山岸逢花
山村の高校に勤務する英語教師。ここに赴任してきたことには理由があるらしい。
ナガイジュンペイ
演 ‐ 吉田タケシ
いじめられっこ。体育倉庫でフェラチオをするショウコとミサワを目撃してしまう。
ミサワ
演 ‐ 細川佳央
妻子のいる高校教師。ショウコと不貞を繰り返す。
母
演 ‐ 佐倉萌
カエルを神とあがめる新興宗教にはまる。
用務員
演 ‐ 飯島大介
高校の用務員。耳が遠い。

## スタッフ
- 監督・脚本・編集：城定秀夫
- 助監督：伊藤一平
- 制作・プロダクションレニー、クロックワークス
- 配給：プロダクションレニー